# 膜果龙胆
膜果龙胆（学名：Gentiana hyalina）为龙胆科龙胆属的植物，是中国的特有植物。分布于中国大陆的青海、西藏等地，生长于海拔4,600米至5,300米的地区，一般生长在高山草甸以及山坡草地，目前尚未由人工引种栽培。